# ВТТ Афінажного заводу N 169
ВТТ Афінажного заводу N 169 (рос. ИТЛ АФФИНАЖНОГО ЗАВОДА № 169, ИТЛ Красноярского аффинажного завода, Красноярский аффинажный завод, Аффинажстрой) — виправно-трудовий табір, що діяв в м. Красноярську. Підпорядковувався Головному Управлінню таборів Гірничо-металургійних підприємств (ГУЛГМП).
Організований 05.06.41;
закритий 01.02.50 ;
вдруге відкритий 06.05.50;
остаточно закритий 14.09.51.

## Виконувані роботи
- будівництво Красноярського афінажного заводу,
- виробництво напівпродуктів, що містять платинові метали,
- робота в особливому проектно-конструкторському та технологічному бюро (ОПКБ-3) 4-го спецвідділу при з-ді 169

## Чисельність з/к
- 01.10.41 — 961,
- 01.01.42 — 922;
- 01.04.42 — 1186,
- 01.01.43 — 1813;
- 01.01.44 — 1349,
- 01.45 — 968,
- 01.01.46 — 1316,
- 01.01.47 — 1390,
- 01.01.48 — 1197,
- 01.01.49 — 850,
- 01.01.50 — 841